# کازویا ماتسودا
کازویا ماتسودا (انگلیسی: Kazuya Matsuda؛ زادهٔ ۲۳ اوت ۱۹۷۳) بازیکن فوتبال اهل ژاپن است.
از باشگاه‌هایی که در آن بازی کرده‌است می‌توان به باشگاه فوتبال گامبا اوساکا اشاره کرد.